# 問題集 (アリストテレス)
『問題集』（もんだいしゅう、希: Προβλήματα、羅: Problemata、英: Problems）とは、アリストテレス名義の著作の1つ。アリストテレスの作品ではなく、ペリパトス派（逍遙学派）の後輩たちの作品と見られている。
古代のペリパトス派（逍遙学派）における、自然学に関する諸問題についてまとめられている。

## 構成
問題の内容ごとに巻分けされた、全38巻から成る。
- 第1巻 - 医学上の諸問題
- 第2巻 - 発汗に関する諸問題
- 第3巻 - 飲酒と酩酊に関する諸問題
- 第4巻 - 性交に関する諸問題
- 第5巻 - 疲労に関する諸問題
- 第6巻 - 横臥と姿勢に関する諸問題
- 第7巻 - 共感に関する諸問題
- 第8巻 - 冷えと悪寒に関する諸問題
- 第9巻 - 打撲痣、瘢痕、蚯蚓腫れに関する諸問題
- 第10巻 - 自然学諸問題摘要
- 第11巻 - 音声に関する諸問題
- 第12巻 - 芳香に関する諸問題
- 第13巻 - 悪臭に関する諸問題
- 第14巻 - 混合に関する諸問題
- 第15巻 - 数学理論に関する諸問題
- 第16巻 - 無生物に関する諸問題
- 第17巻 - 生命あるものに関する諸問題
- 第18巻 - 学習に関する諸問題
- 第19巻 - 音楽的調和に関する諸問題
- 第20巻 - 灌木と野菜に関する諸問題
- 第21巻 - 大麦粉、大麦パン等に関する諸問題
- 第22巻 - 果実に関する諸問題
- 第23巻 - 鹹水と海に関する諸問題
- 第24巻 - 温水に関する諸問題
- 第25巻 - 空気に関する諸問題
- 第26巻 - 風に関する諸問題
- 第27巻 - 恐怖と勇気に関する諸問題
- 第28巻 - 節制と不節制、自制と無自制に関する諸問題
- 第29巻 - 正義と不正に関する諸問題
- 第30巻 - 思慮、理性、知恵に関する諸問題
- 第31巻 - 眼に関する諸問題
- 第32巻 - 耳に関する諸問題
- 第33巻 - 鼻に関する諸問題
- 第34巻 - 口と口腔内の部分に関する諸問題
- 第35巻 - 触覚に関する諸問題
- 第36巻 - 顔に関する諸問題
- 第37巻 - 身体全体に関する諸問題
- 第38巻 - 皮膚の色艶に関する諸問題

## 日本語訳
- 『アリストテレス全集11』 岩波書店、1968年
- 『新版 アリストテレス全集13』岩波書店、2014年